# Palenville
Palenville är en så kallad census-designated place i Greene County i delstaten New York. Vid 2020 års folkräkning hade Palenville 1 002 invånare.